# Sankt Alban
Sankt Alban var Englands förste martyr och levde i Britannia i den romerska staden Verulamium (idag kallad St Albans) belägen någon mil norr om nuvarande London. 
Legenden berättar att en präst sökte skydd hos honom undan förföljelsen. Under vistelsen blev Alban kristen genom prästens berättelser om Jesus. När gömstället till sist avslöjades, insisterade Alban att de båda skulle byta kläder så att prästen skulle undkomma och få tillfälle att berätta för fler om den sanna tron. Alban tillfångatogs därför och dömdes att gå samma öde till mötes som prästen skulle fått, om han inte offrade till de romerska gudarna. Eftersom den nydöpte vägrade fördes han till avrättningsplatsen, i nuvarande St Albans, och halshöggs där.
Sankt Albans helgondag firas den 20 juni enligt tridentinsk rit och i Anglikanska kyrkogemenskapen, och den 22 juni enligt romersk rit.